# Cała naprzód: Wakacje! Do dzieła!
Cała naprzód: Wakacje! Do dzieła! (Carry on Camping) – brytyjska komedia filmowa z 1969 roku w reżyserii Geralda Thomasa. Jest siedemnastym filmem zrealizowanym w cyklu Cała naprzód. 

## Opis fabuły
Film opowiada o zabawnych perypetiach grupy wczasowiczów spędzających urlop na tym samym, raczej spartańsko urządzonym campingu. Sid i Bernie są kolegami z pracy, którzy trafiają tam ze swoimi dziewczynami przez pomyłkę, gdyż pierwotnie chcieli je wywieźć do obozu dla naturystów. Peter i Harriet to mocno znudzone już sobą nawzajem małżeństwo, w którym despotyczna żona dominuje nad mężem i zupełnie ignoruje jego zdanie. Dr Soaper, dyrektor szkoły dla dziewcząt, przyjechał na camping z grupą ponętnych wychowanek, nad którymi trudno mu zapanować. W dodatku zaleca się do niego raczej otyła nauczycielka z jego własnej szkoły. Wreszcie Charlie jest typem wyjątkowo niesfornego ciamajdy, który ciągle wpada w kłopoty i sprawie je innym, ale nic nie jest w stanie odebrać mu radości z wakacji.  

## Obsada
- Sid James jako Sid
- Bernard Bresslaw jako Bernie
- Joan Sims jako Joan
- Dilys Laye jako Anthea
- Betty Marsden jako Harriet
- Terry Scott jako Peter
- Kenneth Williams jako Dr Soaper, dyrektor szkoły
- Hattie Jacques jako Pani Haggard, opiekunka dziewcząt
- Barbara Windsor jako Babs
- Charles Hawtrey jako Charlie
- Peter Butterworth jako Pan Fiddler, właściciel campingu
- Julian Holloway jako Pan Tanner, kierowca autobusu
- Amelia Bayntun jako Pani Fussey, matka Joan

i inni

## Produkcja i premiera
Podobnie jak wszystkie pozostałe części cyklu Cała naprzód, film był kręcony niemal w całości na terenie Pinewood Studios oraz w ich bezpośrednim sąsiedztwie. Ujęcia budynków w mieście, wykorzystane w pierwszych kilkunastu minutach filmu, zostały zrealizowane w Maidenhead. Brytyjska premiera miała miejsce 29 maja 1969 roku.